# Fagraea euneura
Fagraea euneura là một loài thực vật có hoa trong họ Long đởm. Loài này được Scheff. mô tả khoa học đầu tiên năm 1869.